# Lemekh
Le lemekh (en russe : ле́мех, littéralement « bardeau ») est un matériel de couverture de toiture en forme de petites plaques en bois. Dans les immeubles actuels et dans les églises de l'ancienne Russie, ils étaient utilisés pour recouvrir aussi bien les coupoles que les tambours, les kokochniks, les zakomars, les bulbes des églises orthodoxes.
Ils sont faits de planchettes de tremble dont l'extrémité est effilée dans un tour en vue d'obtenir une forme triangulaire ou arrondie. Les lemekhs ont une forme convexe afin de recouvrir la surface à laquelle ils sont destinés. Cela complique considérablement leur fabrication et provoque une surconsommation de bois. La longueur de chaque pièce est de 50 centimètres maximum. Ils sont cloués en rangées qui se chevauchent.

## Images

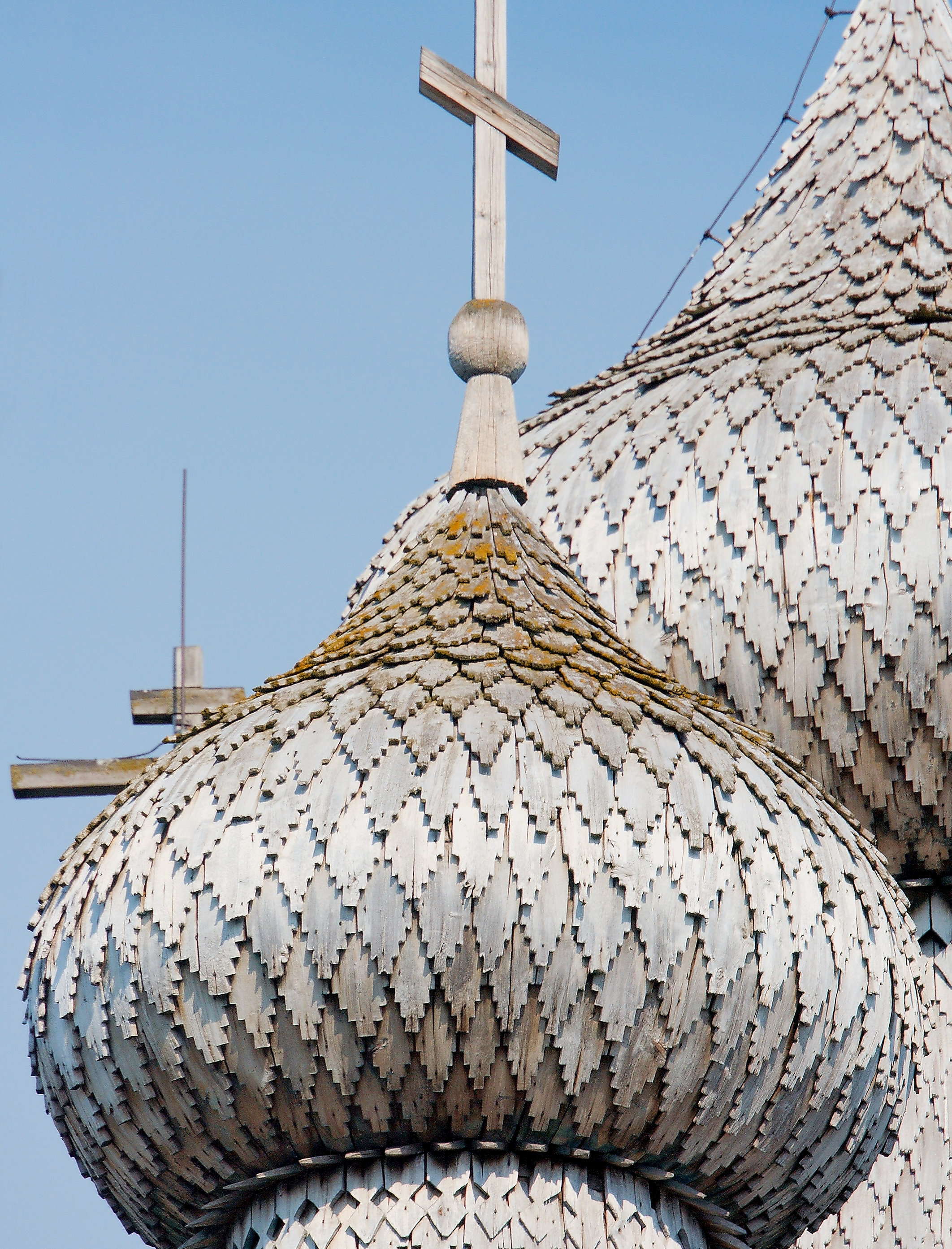
Pogost de Kiji exemple de toiture en lemekhs.
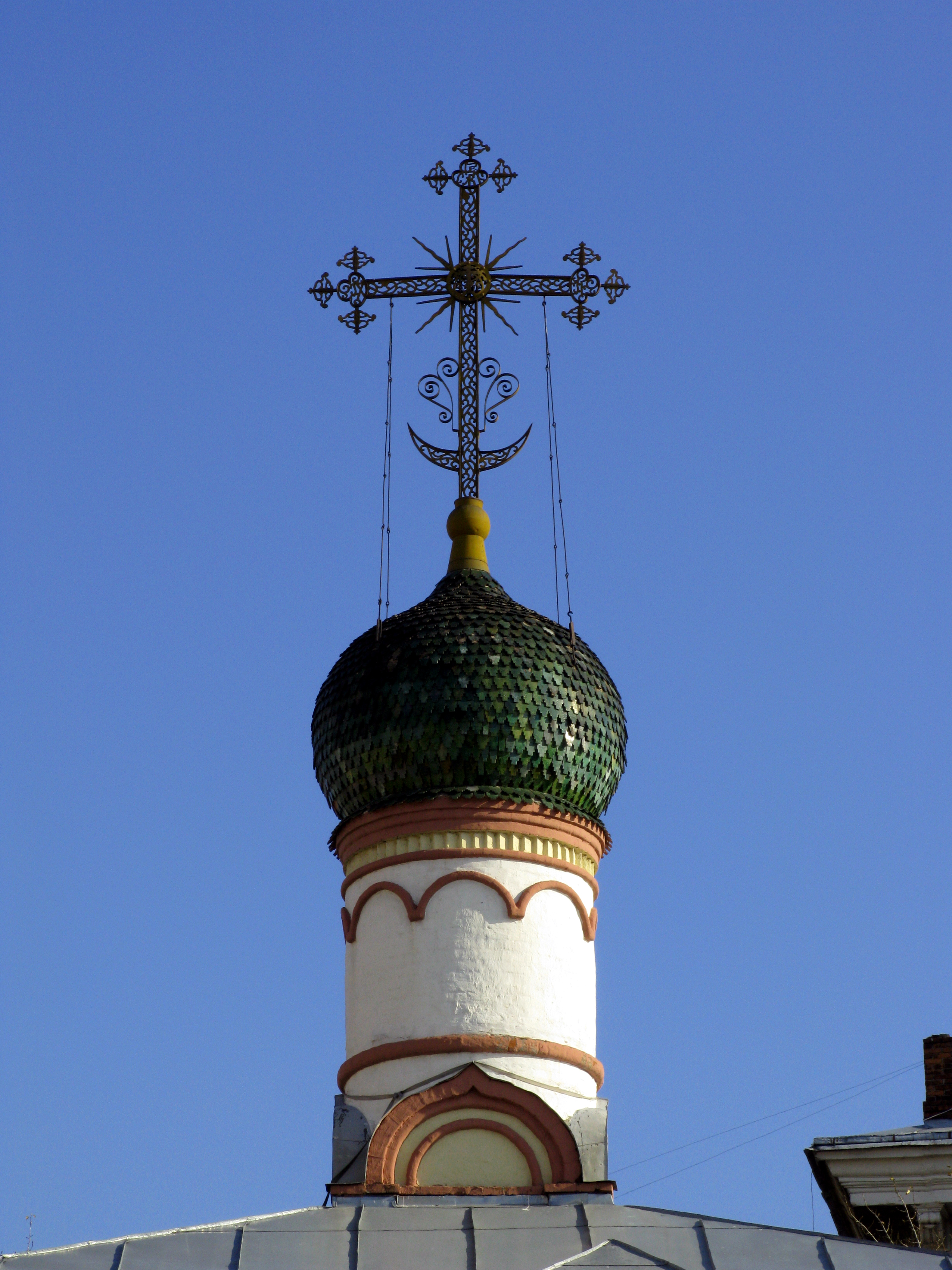
Église des trois Saints Hiérarques de Moscou, couverture de coupole en lemekh.
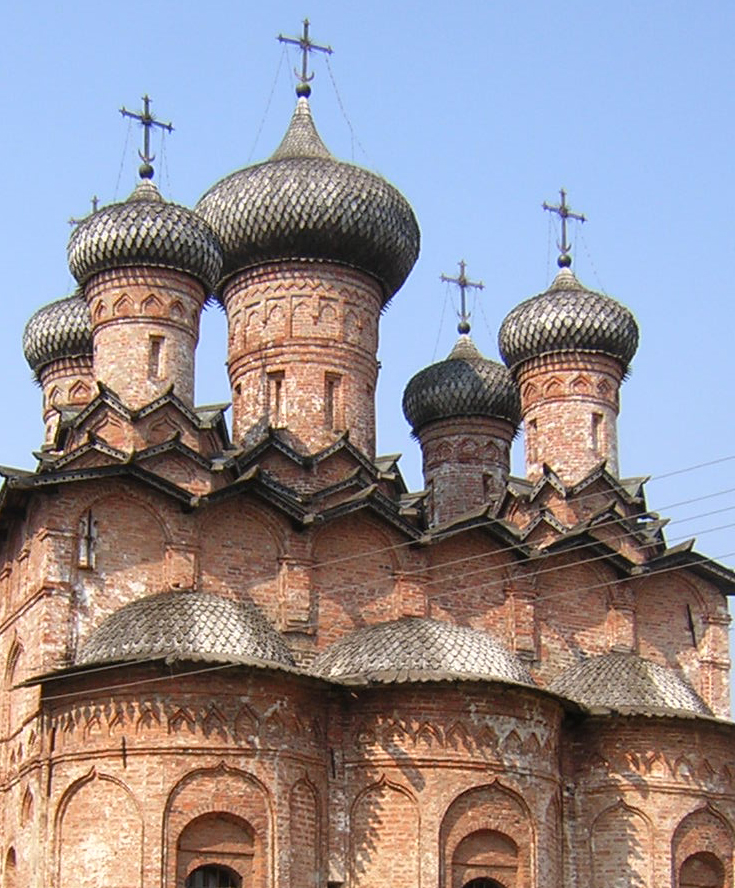
Monastère de l'Esprit-Saint (Novgorod), église de la Sainte-Trinité et ses zakomars et bulbes recouverts de lemekhs.

### Liens extérieurs
- (ru) Лемех Словарь архитектурных терминов